# Pejačević (Adelsgeschlecht)
| Pejačević     | Pejačević                        |
| ------------- | -------------------------------- |
|               |                                  |
| Staat         | Kroatien, Bulgarien, Ungarn      |
| Stammhaus     | Parčević                         |
| Gründungsjahr | 14. Jahrhundert                  |
| Titel         | Freiherren (1712), Grafen (1772) |
| Ernennungen   | Bane von Kroatien                |
| Gründer       | Dmitar Pejačević                 |
| Ethnizität    | Kroatisch                        |
|               |                                  |

Pejačević (zu deutsch Pejatschewitsch, ungarisch Pejácsevich, bulgarisch Пеячевичи) ist der Name eines alten kroatischen Adelsgeschlechtes, dessen Mitglieder lebten und leben in den Ländern der einstigen Habsburgermonarchie und ihrer Nachfolgestaaten – Kroatien, Ungarn, Österreich und Slowakei – sowie in Bulgarien, Deutschland, Großbritannien, Argentinien, USA usw. Die Mitglieder des Adelsgeschlecht spielten eine wichtige und hervorragende Rolle in der kroatischen Geschichte, besonders in der Region Slawonien. Sie wurden in hohe militärische und staatliche Funktionen berufen; sie waren Generäle, Politiker, Diplomaten, sowie Priester und Künstler.

## Geschichtlicher Überblick
Der Ursprung des Adelsgeschlechts geht nach einigen Quellen in das 14. Jahrhundert zurück, und zwar auf das Gebiet des mittelalterlichen kroatischen bzw. bosnischen Staates. Die Ahnen der Pejačević wurden sogar mit dem Stjepan Dabiša, König von Bosnien (1391–1395), in Zusammenhang gebracht. Die Nachkommen des Parčija (Partschia), eines Sohns des Königs, nannten sich Parčević (Partschewitsch), und ein Zweig, der etwas später (im 16. Jahrhundert) aus dieser Familie herausging, waren die Pejačević.
Als Vorfahren der Pejačević siedelte die Familie Parčević in der zweiten Hälfte des 14. Jahrhunderts nach Bulgarien über. Die Ursache dieser Übersiedlung ist nicht vollkommen klar, man vermutet, dass es die Folge einer Unstimmigkeit oder eines Streites mit anderen Adligen im damaligen Südostkroatien bzw. Bosnien war. Man weiß aber mit Sicherheit, dass die Familie mit der Hilfe von Händlern aus der Republik Ragusa (heute Dubrovnik) nach Bulgarien kam. Darüber gibt es einen ausführlichen Text im 59. Band des „Archivs für österreichische Geschichte“, herausgegeben 1880 von der Kaiserlichen Akademie der Wissenschaften in Wien, und zwar im Kapitel über Peter Freiherr von Parchevich/Parčević (* 1612 - † 1674), Erzbischof von Marcianopolis. Weiterhin existieren darüber mehrere Artikel in der „Bulgarischen Enzyklopädie“, herausgegeben in Sofia (1981–1997).
Der Sitz der Familie Pejačević war Tschiprowzi, eine bulgarische Kleinstadt im Region Montana im westlichen Balkangebirge, das Zentrum des Bergbaus, gegründet von katholischen Bergleuten aus Sachsen. Als die Osmanen dieses Gebiet eroberten, blieb Tschiprowzi eine katholische Enklave im Osmanischen Reich. Alle Familien dieser Minderheit, darunter Parčević, Pejačević, Knežević, Čerkić, Tomagjonović usw., die kroatischer Abstammung waren, bewahrten ihre Identität. Sie wurden von den Franziskanern der Provinz „Silbernes Bosnien“, die ebenfalls in Bulgarien lebten, unterstützt.

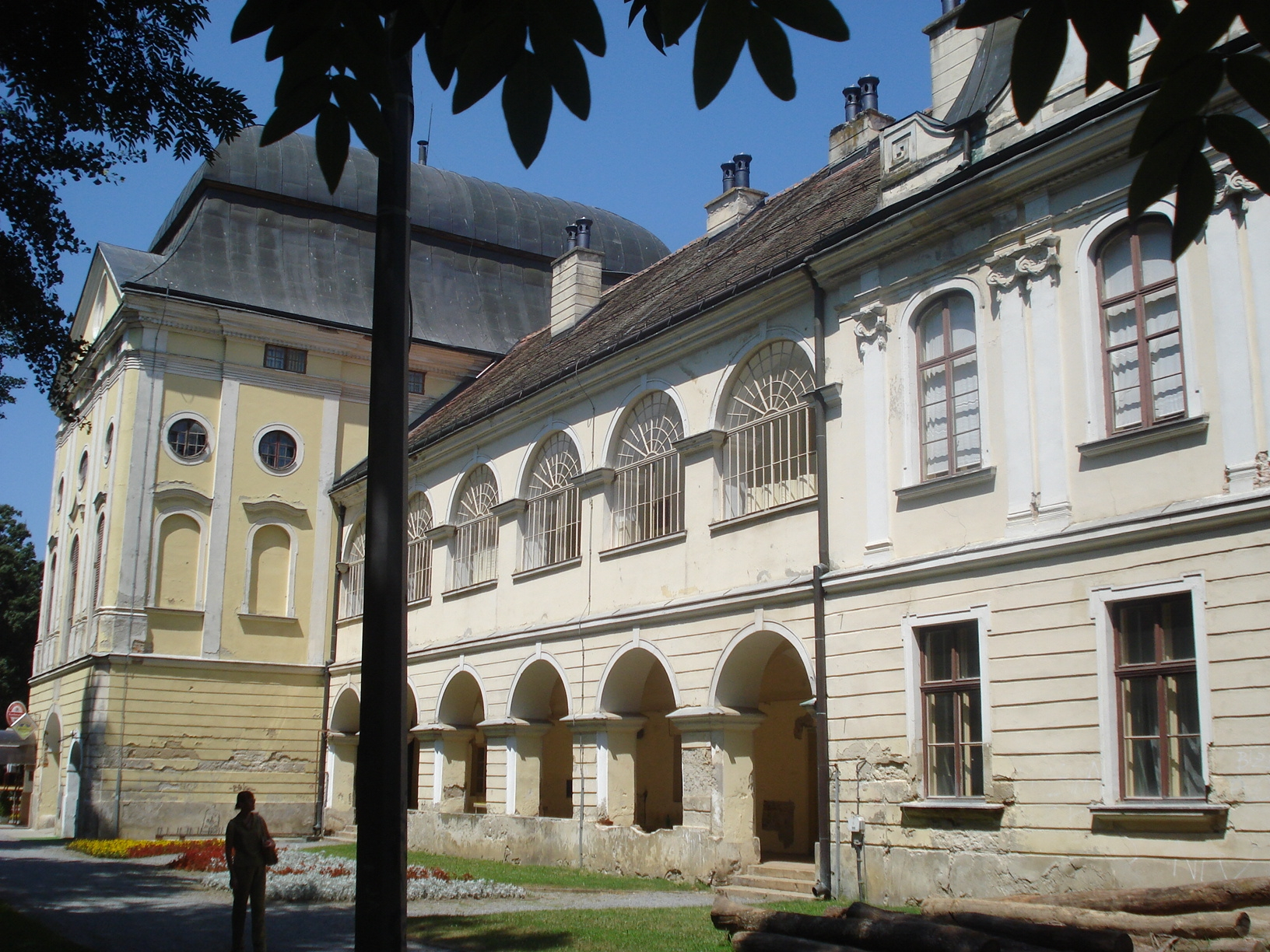
Schloss Pejačević in Virovitica, Sitz des Virovitica-Zweiges der Familie

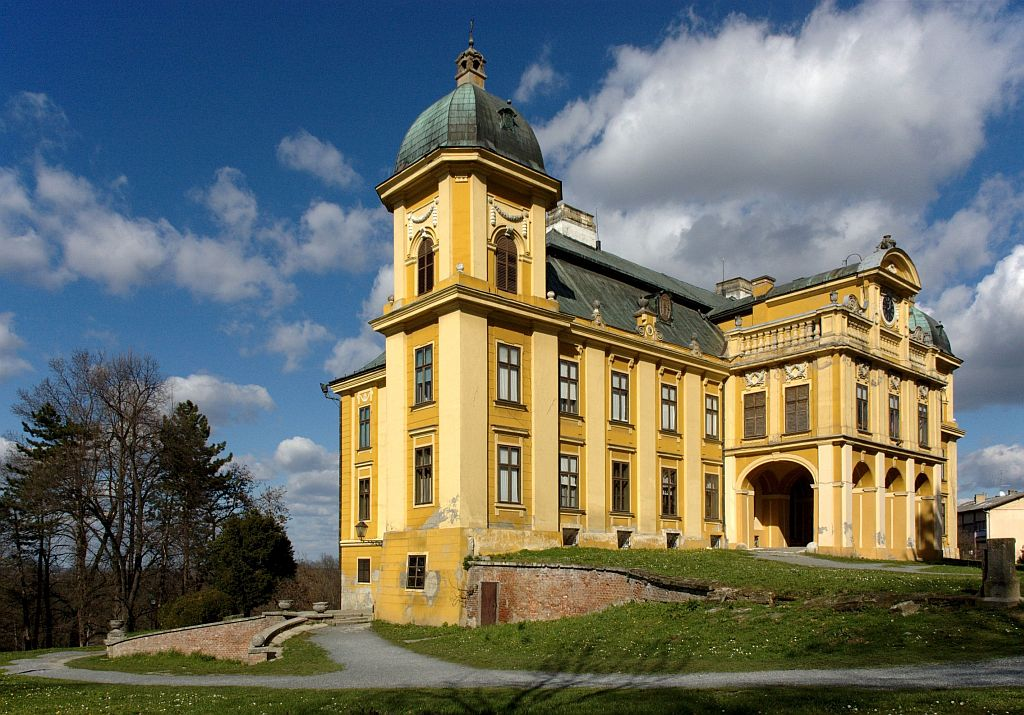
Schloss Pejačević (Našice), Sitz des Našice-Zweiges der Familie

Im Jahre 1688, während des Großen Türkenkrieges, fand der Tschiprowzi-Aufstand gegen die türkische Herrschaft statt. Die Mitglieder der Pejačević waren auch dabei und hatten führende Rollen unter den Aufständischen. Den Osmanen gelang es, den Aufstand zu unterdrücken, die überlebende Bevölkerung floh in Gebiete, in denen Habsburger herrschten.
Die Pejačević ließen sich in Ostslawonien und Syrmien nieder. Sie waren sehr geschickt in Handels- und Immobiliengeschäften und bauten ihr Vermögen immer wieder auf. Am 10. Juni 1712 wurde den Gebrüdern Đuro (Georg), Marko (Markus) II. und Ivan (Johann) Pejačević vom Kaiser und kroatisch-ungarischen König Karl III. von Habsburg der erbliche Freiherrenstand bestätigt. Am 22. Juli 1772 wurden die Pejačević von Kaiserin und Königin Maria Theresia in den Grafenstand erhoben, und zwar als „Pejačević von Virovitica“ (Pejatschewitsch von Wirowititz).

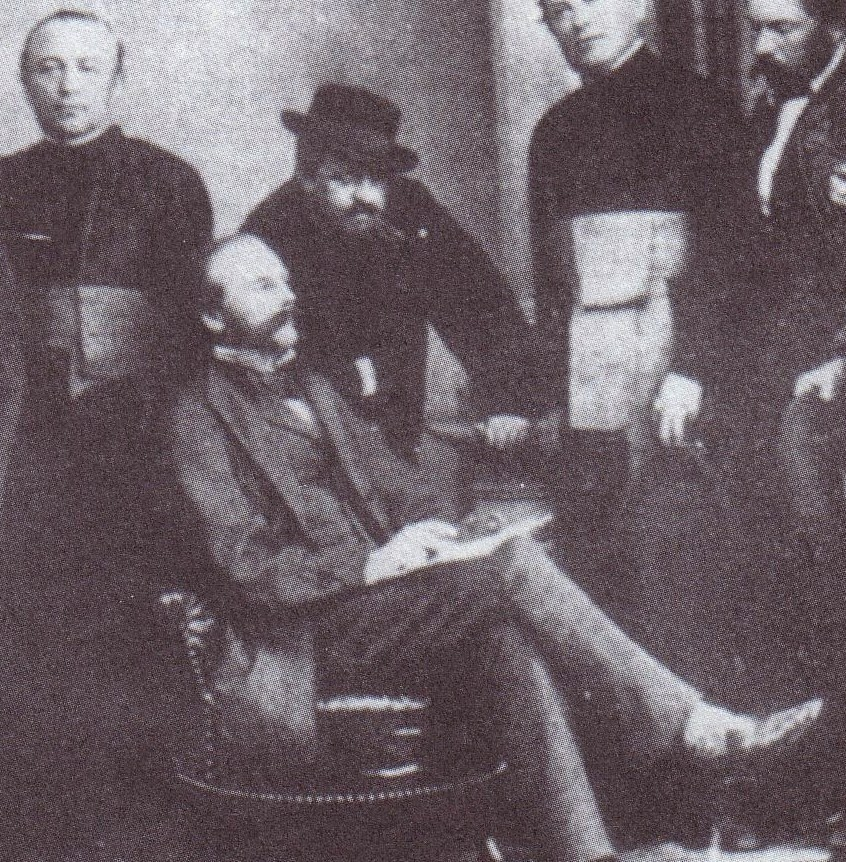
Ladislav Pejačević (1824–1901), Ban von Kroatien

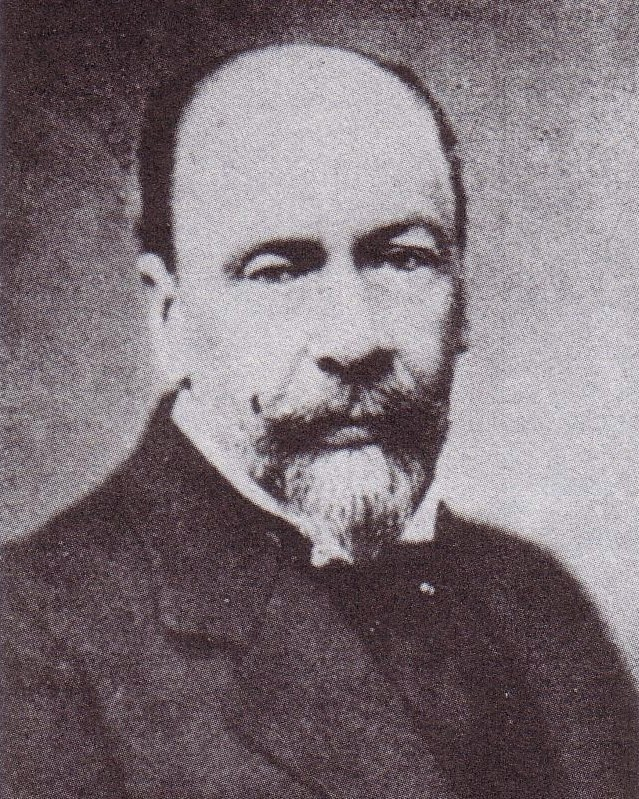
Teodor Pejačević (1855–1928), Ban von Kroatien

Die kroatische Historiographie teilte das Adelsgeschlecht Pejačević nach ihren wichtigsten Besitztümern in drei Zweige: Našice-, Virovitica- und Ruma-Retfala. Heute leben nur mehr die Angehörigen des Našice-Zweiges, und zwar in einigen Ländern Europas und in Süd- und Nordamerika.
Die Herrschaft Virovitica wurde 1749 von Kaiserin und Königin Maria Theresia Marko III. Aleksandar Freiherren Pejačević (*1694 - †1762) zugeteilt, und zwar als Ersatz für seine Herrschaft Srijemska Mitrovica (Syrmisch Mitrowitz), deren südlicher Teil an die Militärgrenze angegliedert wurde. Nach dem Tod des kinderlosen Marko kam Virovitica, die wichtigste und bedeutendste Herrschaft in den Händen der Familie Pejačević, in den Besitz von Josip II. (Josef), seinem Vetter, und dessen Sohn Antun III. (Anton), späteren Untermarschall der kaiserlichen Armee. Im Besitz dieser Familie blieb Virovitica 92 Jahre lang, bis 1841.
Zwei Mitglieder der Pejačević, beide aus dem Našice-Zweig, waren Bane (Vizekönige) von Kroatien: Ladislav (von 1880 bis 1883) und Teodor (1903–1907). Teodors Tochter Dora Pejačević (* 1885; † 1923) wurde bekannt als eine kroatische Komponistin.

## Stammliste der bedeutenderen Angehörigen des Adelsgeschlechts
- Dmitar (Dimitri), 1561–1563 erwähnt, erster der begann sich Pejačević zu nennen

- Nikola I. (Nikolaus)

- Đuro I. (Juraj, Georg), Freiherr; Ehefrau: Margareta Parčević

- Marko I. (Markus I.)
- Matija I. (Matthias I.), Ehefrau: Agata Knežević

- Nikola II. (* vor 1655 - † vor 1707 (?))

- Josip I. (Josef I.), (* ungefähr 1676)
- Jakov (Jakob), (* 1681 - † 1738), Jesuit

- Đuro II. (* 1655 - † 1725), Freiherr (1712)

- Matija (* 1680 - † 1732)

- Mirko (Heinrich), (* 1704 - † 1749)

- Lavoslav (Leopold), (* 1740 - † 1765)

- Karlo Josip (Karl Josef), (* 1681 - † 1747)
- Đuro Albert (Georg Albert), (* 1704 - † 1757)
- Nikola II. Lavoslav (* 1706 - † 1732)

- Marko II. (* 1664 - † 1727), Freiherr (1712); Ehefrau: Anastazija Tomagjonović

- Antun II. (Anton), (* 1705 - †(?))
- Josip II. (* 1710 - † 1787), Graf (1772); Ehefrau: Elizabeta Peterson

- Žigmund (Sigismund), (* 1741 - † 1806), Gründer des Ruma-Retfala-Zweiges

- Ivan Nepomuk (Johannes Nepomuk), (* 1765 - † 1821)

- Petar (Peter), (* 1804 - † 1887), Minister in ungarischer Regierung
- Ladislav (Ladislaus), (* 1807 - † 1882)
- Aleksandar (Alexander), (* 1808 - † 1852)
- Pavao (Paul), (* 1813 - † 1907)
- Marko V. (* 1818 - † 1890)

- Karlo III. Ferdinand (* 1745 - † 1815), Gründer des Našice-Zweiges

- Vincencije Ljudevit (Vinzenz Ludwig), (* 1780 - † 1820)
- Ferdinand Karlo Rajner (Ferdinand Karl Rainer), (* 1800 - † 1878)

- Ladislav (Ladislaus), (* 1824 - † 1901), Ban von Kroatien

- Teodor (Theodor), (* 1855 - † 1928), Ban von Kroatien

- Marko VI. (* 1882 - † 1923)

- Petar (* 1908 - † 1987)

- Ivan (* 1937)
- Marko (Marcus), (* 1940)

- Geza (* 1917)

- Ladislav (* 1941), geboren in Wien
- Nikola (* 1943)

- Marko (* 1923)

- Peter (* 1954), geboren in London

- Velimir (* 1883 - † 1927)
- Teodora (Dora) (* 1885 - † 1923), kroatische Komponistin

- Karlo IV. (* 1825 - † 1880)

- Artur (* 1845 - † 1899)
- Ivan Nepomuk (* 1848 - † 1926)

- Ferdinand (* 1826 - † 1886)
- Julijan (Julian), (* 1833 - † 1906)

- Antun III. (* 1749 - † 1802), Gründer des Virovitica-Zweiges

- Antun IV. (* ungefähr 1775 - † 1838)

- Ivan Nepomuk (* 1803 - † 1855)
- Antun V. (* 1810 - † 1862)

- Stjepan (Stefan), (* nach 1775 - † 1824)

- Ignjat Tomo (Ignaz Thomas)

- Ivan (* 1666 - † 1724), Freiherr (1712); Ehefrau: Maria Stejkić

- Antun I. (* ungefähr 1691 - † 1730)
- Nikola III. (*? - † 1732)
- Marko III. Aleksandar (* 1694 - † 1762)
- Matija (* ungefähr 1707 - † 1780 (?))
- Franjo Ksaver (Franz Xaver), (* 1707 - † 1781); Jesuit, Rektor der Universität Graz (1756–1758)